# C.S. Fond
C.S. Fondy je zkrácené označení zahrnující tři podílové fondy, které byly dříve obhospodařovány společností CS Fond, a.s., investiční společnost, a sice C.S. Fond kapitálových výnosů, C.S. Fond energetiky a C.S. Fond pravidelných dividend. Od roku 1998 jsou obhospodařovány společností AKRO investiční společnost, a.s. pod názvy AKRO fond progresivních společností,  AKRO globální akciový fond a AKRO balancovaný fond.
O C.S. Fondech se hovoří především v souvislosti s jejich vytunelováním v roce 1997, popřípadě se sporem o náhradu škody mezi investiční společností AKRO a Českou republikou - Ministerstvem financí ČR.

## Obhospodařování C.S. Fondů
Do února roku 1997 spravovala C.S. Fondy investiční společnost C.S. Fond, a.s., investiční společnost ovládaná větším počtem investorů sdružených v tzv. skupině Motoinvest.
Po uvalení nucené správy na Agrobanku v září 1996 se tato skupina rozhodla urychleně odprodat veškerá svá aktiva a opustit trh; v rámci toho se vlastníci společnosti C.S. Fond, a.s. rozhodli prodat i tuto společnost. K tomu došlo v únoru 1997, kdy byl C. S. Fond, a.s. prodán kyperské společnosti Austell Enterprises Ltd. Následovaly další dvě změny vlastníků: od Austellu koupila C. S. Fond, a.s. česká společnost CRASSUS, s.r.o. a od něj ruská společnost Kos-Mos. Nové vedení společnosti C.S. Fond, a.s., dosazené ruským vlastníkem, poté C.S. Fondy vytunelovalo.
Následně bylo obhospodařování C.S. Fondů rozhodnutím Ministerstva financí ČR převedeno na investiční společnost AKRO, která je obhospodařuje dosud.

## Vytunelování C.S. Fondů
C.S Fondy byly „vytunelovány“ krátce poté, kdy se C.S. Fond, a.s. dostal do vlastnictví ruské společnosti Kos-Mos. Ta převzala C.S. Fondy ve stavu, kdy většina jejich majetku byla na bankovních účtech jednotlivých C.S. Fondů ve formě hotovosti vzhledem k předpokládanému otvírání fondů a očekávání poklesu akciových trhů.
Představenstvo společnosti, podílníci fondů a management se o změně vlastníka dověděli 3. března 1997, když pražský notář Robert Hochman osvědčil nového majitele C. S. Fondů, kterým se stala moskevská společnost KosMos, Ltd. zastupovaná obchodníkem Nikolajem Trofimovem.
Představitelé firmy KosMos Ltd. si u stejného notářského zápisu nechali zaregistrovat tři české občany coby nové statutární zástupce C. S. Fondů. Jeden z nich, v té době jedenadvacetiletý, nezaměstnaný mladík Václav Franta z Chrastavy u Liberce přitom dostal podpisové právo a zmocnění provádět transakce společnosti. Ještě týž den jej plně využil: přišel do Plzeňské banky, kde byly peníze fondů uloženy, prokázal se čerstvě nabytou plnou mocí od představitelů KosMosu Ltd. a dal pokyn k převodu 1,23 miliardy korun, tedy celého majetku C. S. Fondů, na účet britské Ltd Swirlglen na nákup prakticky bezcenných akcií společnosti Drůbež Příšovice, které ani nebyly veřejně obchodovatelné.
Peníze putovaly přes makléřskou společnost Umana (obchod zprostředkovali makléři Umany Josef Matoulek a Vladislav Naď) do pražské banky Girocredit na konto firmy Swirlglen. Odtud měly jít do ciziny. Girocreditu se zdála operace natolik podezřelá, že požádal o prošetření finančně analytický útvar ministerstva financí (FAÚ MF), který jako jediný měl právo převody pozastavit.
Ředitel FAÚ MF Jiří Kudlík ovšem dne 11. března 1997 odeslání peněz do ciziny povolil poté, co jej navštívili dva zástupci firmy Swirlglen. Dne 12. března 1997 tak prakticky celý majetek C. S. Fondů definitivně zmizel na účtech ve Švýcarsku, Lichtenštejnsku, Gibraltaru a USA.

## Vyšetřování a jeho výsledky
Se ztrátou peněz se nespokojili podílníci C. S. Fondů, kteří podali řadu žalob o náhradu škody. V lednu 2001 soudkyně Městského soudu v Praze Hana Hubáčková vynesla nad čtveřicí mužů podílejících se na miliardové krádeži v C. S. Fondech tresty od 5 do 10 let. V září roku 2003 ale soudce Vrchního soudu v Praze Pavel Zelenka celý případ vrátil zpět na „město“ s požadavkem doplnit dokazování. Jeho hlavní výtkou bylo, že městský soud použil jako důkaz ruský výslech Trofimova, kterého se nemohli účastnit obhájci obžalovaných.
V březnu 2002 vyhráli klienti C. S. Fondů spor s Plzeňskou bankou, která jako depozitář fondů neměla podezřelou transakci provést.
Od poloviny roku 1999 byli stíháni jednatelé společnosti Crassus Petr Müller a Jaromír Florián za to, že několika finančními transakcemi "vyrobili" bezcenné akcie společnosti Drůbež Příšovice a.s, které byly prodány KosMosu, Ltd. za více než miliardu korun.
Na konci února 2003 padl další důležitý rozsudek v případu vytunelovaných C. S. Fondů. Soudkyně Obvodního soudu pro Prahu 4 Hronová rozhodla, že ministerstvo financí musí zaplatit jednomu z podílníků C. S. Fondu, Zdeňku Řepkovi z Hradce Králové, náhradu škody 88 tisíc Kč a k tomu i náklady soudního řízení. Rozsudek znamenal dobrou zprávu především i pro ostatní podílníky C. S. Fondu. Jednalo se totiž o vůbec první takový spor o náhradu škody, jejž ministerstvo financí prohrálo.
V říjnu 2007 policie navrhla státnímu zastupitelství, aby za miliardový tunel v C. S. Fondech obžalovalo také Pavla Tykače. Proti Tykačovi však byla na počátku roku 2013 povolena obnova řízení. Tu navrhlo Vrchní státní zastupitelství v Praze již v roce 2012 na základě tvrzení podnikatele Františka Buška (dříve Chobota) a jeho společníků Klause Schimmelpfenniga a Oskara Gerlacha, že za vytunelováním C.S. Fondů stojí právě Tykač, a jimi předloženého zápisu z údajné schůzky v rakouském Kufsteinu, kde se měli domlouvat na dělení ukradených peněz. Tvrzení těchto osob bylo ale vzápětí krajně zpochybněno, když jimi předložený zápis z údajné schůzky se ukázal být zfalšován, a to navíc dosti zjevně: tvůrce zápisu, který měl být vytvořen v roce 1997, totiž podle soudních znalců použil k vytvoření zápisu font písma Calibri, který však byl vytvořen až o několik let později (navržen byl v roce 2003 a do běžného užívání se rozšířil v roce 2007), což jasně svědčí o značné antedataci zápisu. Oni sami pak buď odmítli vypovídat z obavy z vlastního trestního stíhání, nebo jako svědci vypověděli něco jiného, přičemž peníze z C.S. Fondů podle provedených důkazů skončily na účtech jiných osob než Pavla Tykače.
Sám Tykač od počátku tvrdil, že ho Bušek již v roce 2011 vydíral s tím, že pokud mu nezaplatí 500 milionů Kč, vyrobí proti němu důkazy a obviní ho z vytunelování C.S. Fondů. Zda tomu tak skutečně bylo, se dosud nepodařilo prokázat, nicméně skutečností je, že obnovené stíhání Tykače provázela i řada dalších nestandardních okolností a kroků, které se staly předmětem diskuzí v odborných kruzích a upozornily i na systémové nedostatky kontroly činnosti státních zástupců (v daném případě státní zástupce opakovaně nerespektoval závazné závěry vrchního i Nejvyššího soudu). V každém případě státní zastupitelství nakonec stíhání Tykače v prosinci 2015 po téměř tříletém obnoveném vyšetřování opětovně zastavilo.
Další osobou, o níž se v souvislosti s vytunelováním C.S. Fondů hovořilo již přinejmenším od roku 2004, ale nebyla z něj nikdy obviněna, je kontroverzní finančník Petr Sisák. Na Sisáka a lidi okolo něj ukázala jeho bývalá přítelkyně Lucie Lunde (dříve Václavíková), ale i odsouzený Josef Matoulek. Prokazatelně byly s kauzou spojeny i osoby z jeho okolí: Sisákův tchán Jaromír Florián (v dané době jednatel a společník společnosti CRASSUS, s.r.o., která C.S. Fondy prodávala ruskému Kos-Mosu) nebo Sisákův dlouholetý spolupracovník Petr Müller (společně s Jaromírem Floriánem jednatel CRASSUSu, dříve působil mj. se Sisákovou ženou Věrou a se Sisákovým tchánem Floriánem v První slezské kapitálové společnosti, která mimo jiné již dříve vlastnila významný podíl v Drůbežářském závodu Příšovice, faktickém předchůdci Drůbeže Příšovice). Sisáka s Floriánem a s Vasilem Mohoritou, Floriánovým nevlastním bratrem a bývalým předsedou SSM, označil odsouzený Matoulek za hlavní strůjce tunelu v C.S. Fondech.
Konečně nebyli nikdy v této kauze obviněni ani již zmínění Bušek, Schimmelpfennig a Gerlach, kteří se k účasti na podvodu přiznali, ani jejich spolupracovník Gunnar Kühn, tehdejší ředitel společnosti Swirlglen, přes kterou putovaly ukradené peníze do zahraničí.

## Náhrada škody
Nucenému správci C.S. Fondů se za pomoci najatých advokátů a detektivní kanceláře podařilo značnou část ukradených peněz vystopovat a zhruba 200 milionů korun dostat zpět. Dalších 650 milionů korun pro fondy získalo AKRO za prodej pohledávky na náhradu škody vůči Plzeňské bance.
V roce 2012 pak AKRO navíc vysoudilo částku téměř 2,1 miliardy korun na náhradě škody proti státu. Tento verdikt byl následně zrušen Nejvyšším soudem, ale jelikož stát v mezidobí náhradu škody již vyplatil a AKRO odmítlo vyplacenou částku vrátit, domáhá se nyní stát jejího vrácení soudní cestou z titulu bezdůvodného obohacení. Pokud by nakonec spor dopadl pro AKRO úspěšně a to by tuto částku nemuselo vracet, pak by získané kompenzace, z nichž značnou část tvoří vysoké úroky, ve svém součtu přesáhly 2,9 miliardy korun a výrazně by tak převýšily původně vzniklou škodu. Celá záležitost může pro podílníky bývalých C.S. Fondů paradoxně skončit velmi výhodně.
V listopadu roku 2018 však společnost AKRO soud prohrála a tím byla nucená vrátit veškeré peněžní prostředky, které obdržela od státu jako náhradu škody včetně úroků z prodlení.